# NGC 3574
NGC 3574 ist eine Galaxie vom Hubble-Typ S? im Sternbild Löwe auf der Ekliptik. Sie ist schätzungsweise 456 Millionen Lichtjahre von der Milchstraße entfernt.
Das Objekt wurde am 15. März 1877 von Edouard Stephan entdeckt.